# Tim Williams (attore)
Tim Williams (Houston, 16 agosto 1966) è un attore statunitense.

## Biografia
Trasferitosi in Germania, parla fluentemente e senza accento in tedesco. 
È conosciuto per aver preso parte ai film Operazione Valchiria (2008), Ninja Assassin (2009) e Il labirinto del silenzio (2014).
Tom Williams può anche essere visto negli annunci pubblicitari del sito web Trivago.

## Filmografia parziale

### Cinema
- Fast Food, Fast Women, regia di Amos Kollek (2000)

### Televisione
- Il sogno di Harriet (Katie Fforde: Harriets Traum), regia di John Delbridge – film TV (2011)